# Karol Ożóg
Karol Wojciech Ożóg (ur. 27 maja 1982 w Sokołowie Małopolskim) – polski polityk, samorządowiec i geodeta, doktor nauk inżynieryjno-technicznych, od 2024 wicemarszałek województwa podkarpackiego.

## Życiorys
Syn polityka Stanisława Ożoga, wywodzi się z rodziny o. Łucjana Łuszczkiego i ks. Franciszka Łuszczkiego. W 2006 ukończył geodezję i kartografię na Akademii Górniczo-Hutniczej. W 2022 obronił na tej uczelni doktorat nauk inżynieryjno-technicznych (specjalność: inżynieria lądowa i transport) na podstawie napisanej pod kierunkiem Stanisława Mikruta rozprawy pt. Technologia aktualizacji bazy danych ewidencji gruntów i budynków przy zastosowaniu niskopułapowego bezzałogowego samolotu. Został nauczycielem akademickim Politechniki Rzeszowskiej. Został m.in. członkiem Rady Działalności Pożytku Publicznego Województwa Podkarpackiego oraz zasiadł we władzach rzeszowskiego oddziału Stowarzyszenia Geodetów Polskich. Pracował jako starszy specjalista w Biurze Gospodarki Mieniem Miasta Rzeszowa.
W 2014 kandydował do rady Sokołowa Małopolskiego z ramienia lokalnego komitetu. Wstąpił do Prawa i Sprawiedliwości. W 2018 i 2024 wybierany do sejmiku podkarpackiego, w 2023 kandydował także do Sejmu. 6 maja 2024 wybrany na stanowisko wicemarszałka województwa podkarpackiego. Zasiada we władzach krajowych partii politycznej Prawo i Sprawiedliwość, tj. w Radzie Politycznej PiS oraz w Komitecie Wykonawczym PiS, jest także Sekretarzem Wojewódzkim Prawa i Sprawiedliwości na Podkarpaciu.
Żonaty, ma córkę.

## Odznaczenia
Odznaczony Złotą Odznaką Stowarzyszenia Geodetów Polskich oraz Srebrną Odznaką Naczelnej Organizacji Technicznej.